# لوئیز بریلی
لوئیز بریلی یا لوو بریلی (به انگلیسی: Louise Brealey) متولد ۲۷ مارس ۱۹۷۹، هنرپیشه، نویسنده و روزنامه‌نگار انگلیسی است. بریلی بیش تر برای بازی در سریال سانحه، و همچنین بازی در نقش مالی هوپر در سریال شرلوک شناخته می‌شود.بریلی در آخرین روزهای مارس ۱۹۷۹، در دهکده بوژت واقع نورث‌همپتون‌شر به دنیا آمده‌است و اصالتی انگلیسی دارد.بریلی دوران دبیرستان خود را دبیرستان کیم بولتون پشت سر گذاشت و سپس از دانشگاه کمبریج فارغ‌التحصیل شد. او برای آغاز فعالیت سینمایی خود به نیویورک سفر کرد و در آنجا مشغول شد.
در سال ۲۰۱۵، بریلی برای هنرنمایی اش در فیلم مهار، برنده جایزه بهترین بازیگر نقش مکمل زن از جشنواره بین‌المللی فیلم ساوت‌همپتون شد.